# Piauí (revista)
Piauí es una revista mensual ideada por el documentalista João Moreira Salles. Está afiliada al Instituto Verificador de Circulación (IVC) y a la ANER, es editada por la Editora Alvinegra, impresa por la Editora Abril y distribuida por la Dinap, del Grupo Abril.
A diferencia de las revistas convencionales del mercado editorial brasileño, Piauí practica el periodismo literario. João Moreira Salles nunca resaltó públicamente la elección de este género, pues cree que se trata de "un nombre pomposo, que quiere aproximarse de la eternidad de la literatura". Para él, "lo que la Piauí hace es contar bien una historia". Además de pautas poco convencionales, el tratamiento dado a los reportajes generalmente se asemeja al de una narrativa ficcional.
La primera edición de la Piauí fue lanzada en octubre de 2006. En la web de la revista es posible leer casi todos los reportajes de las ediciones antiguas, pero algunas están liberadas sólo para los suscriptores.
Su formato es de 26,5 cm x 34,8 cm. Piauí es impresa en papel especial de alta calidad.

## Características de la revista
La revista Piauí puede ser encuadrada en el conjunto de obras del denominado periodismo literario, puesto que presenta elementos comunes a la producción literaria, como la enumeración de escenas, la descripción detallada de ambientes y personajes y el alejamiento de la objetividad. Además de eso, el periódico no tiene una temática específica, no aborda temas explorados por los medios masivos, no tiene titular de portada y no tiene una línea editorial definida. De este modo, permite que el reportero sea más un autor de sus textos, liberándolo de la obligación de la pirámide invertida y de la entradilla en lo que escribe. Los títulos y los textos no tienen relación con el patrón de las técnicas periodísticas y pueden ser largos, subjetivos, irónicos, divertidos, emocionantes e incluso ficticios.

### Valorización de la narración y de la descripción
La revista Piauí presenta reportajes construidos a partir de estructuras narrativas y no únicamente de hechos expositivos, lo que contribuye para la humanización del reportaje. El uso de la descripción es también un aspecto importante en esa comprensión. 

## Premios
- 6ª revista más admirada de Brasil - Troiano Consultoría de Marca y Medio & Mensaje (jan/2010)
- Premio Especial del Jurado del 21º Premio Vehículos Comunicacionales - Editora Referencia (nov/07)
- Revista del Año - Revista About (2007)
- Destaque del Año del Premio Columnistas Río - Editora Referencia (2007)
- Mejor Periodista de Medios Impresos – Daniela Abeto - Portal y Revista Prensa (mar/08)
- Vehículo Impreso del Año - Premio Columnistas (2009)
- Premio ABERJE 2009 - Medio del Año en Comunicación Empresarial Brasil, en la categoría Revista.
- Premio Esso 2010 - Premio Esso de Información Científica, Tecnológica y Ecológica, con el trabajo “Artur tiene un Problema”.